# Lucette Desvignes
Pour les articles homonymes, voir Desvignes.
Lucette Desvignes, née le 1er mai 1926 à Mercurey (Saône-et-Loire) et morte le 14 février 2024 à Dijon, est une écrivaine française, licenciée en droit, agrégée d'anglais et docteur ès lettres. Elle est professeure de littérature comparée et d’histoire du théâtre pendant vingt-cinq ans, aux universités de Lyon et de Saint-Étienne.

## Biographie[2]
Lucienne Jeanne Parent, appelée Lucette dès l'enfance, est la fille de Jean Parent et de Marie Germaine Barraud, mariés le 21 août 1922. Son frère Robert naît en 1929, année où la famille part s’installer à Chalon-sur-Saône avec l'aînée des enfants, Simone, pupille de la Nation. Son père est alors nommé directeur de l’école de garçons du Centre. Pendant l’occupation allemande (1940-1945), son école est régulièrement réquisitionnée et Lucette en tirera son récit autobiographique Le Miel de l’aube.
De 1944 à 1947, Lucette fait ses études supérieures à l'université de Bourgogne à Dijon et obtient une licence classique d’anglais et une licence de droit.
Elle épouse André Desvignes le 1er septembre 1948 à Chalon-sur-Saône où elle est nommée professeur certifié d’anglais. Ils auront deux fils, Jean et Yves. Après une longue maladie de 1951 à 1954, Lucette obtient l’agrégation d’anglais en 1956. Trois ans plus tard, elle est assistante puis maître-assistant de littérature comparée à la faculté des lettres de Lyon.
En 1968, elle s’installe à Dijon avec son époux, directeur commercial de Valor. Elle est nommée maître de conférences puis professeur de littérature comparée (histoire du théâtre) à l’université Jean-Monnet-Saint-Étienne.
Elle soutient ses thèses sur Marivaux à l'université Paris-Sorbonne en avril 1970 (cf. infra, « Bibliographie »). S'ensuit alors une succession de missions à l'étranger (Roumanie, Égypte, Canada, États-Unis) de 1973 à 1981. C’est en 1973, lorsqu'elle est visiting professor en littérature française du XVIIIe siècle à l’université de la Saskatchewan, Regina Campus (Canada), qu’elle rencontre Patrick Brady au Congrès international de littérature comparée à Montréal. Celui-ci – alors professeur de littérature française du XVIIIe siècle à l'université Rice de Houston au Texas – fondera en 1990 la publication Studies on Lucette Desvignes and the Twentieth Century, à l'université de Knoxville au Tennessee.
En 1978, son talent est récompensé par la cravate de commandeur des Palmes académiques.
Après la publication des Nœuds d'argile et l’attribution du prix Roland-Dorgelès en 1982, son mari André encourage Lucette à prendre une retraite anticipée afin qu'elle se consacre pleinement à l'écriture.
En octobre 2008, Lucette, alors âgée de 82 ans, crée son blog qu’elle alimente quasi quotidiennement.
Lucette Desvignes meurt le 14 février 2024 à l'âge de 97 ans.

## Lucette Desvignes et les États-Unis
Des universitaires américains fondent une revue annuelle en son hommage et publient aux États-Unis sa production, presque inconnue en France.
En 1990, le Dr Patrick Brady (université du Tennessee, Knoxville) fonde la revue Studies on Lucette Desvignes and the Twentieth Century. Le Dr Jerry L. Curtis , coéditeur, reprend la publication à l’université de Newark (Ohio) à partir du numéro 4 de 1994. Lucette étant toujours en activité littéraire au début du XXIe siècle, la publication prend pour titre Studies on Lucette Desvignes and contemporary French literature.
Alors que les pièces de théâtre de Lucette Desvignes n’ont jamais été éditées en France, Jerry L. Curtis les publie et les traduit aux éditions E. Mellen Press (Cf. infra : Bibliographie – Théâtre). Il est également l’auteur de la biographie de Lucette Desvignes publiée en 2004.

## Œuvre

### Sagas
- Les Mains nues

[Prix Bourgogne 1986]
- - 1. Les Nœuds d’argile. Dijon : Civry, 1982. 453 p.  (ISBN 2-85983-038-3) [Prix Roland-Dorgelès 1982]. Réédition : Paris : Mazarine, 1985. 457 p. Coll. Roman Mazarine   (ISBN 2-86374-186-1)
  - 2. Le Grain du chanvre ou l’Histoire de Jeanne. Paris : Mazarine, 1985. 622 p. Coll. Roman Mazarine   (ISBN 2-86374-187-X)
  - 3. Le Livre de Juste. Paris : Mazarine, 1986. 726 p. Coll. Roman Mazarine   (ISBN 2-86374-219-1)
- Les Mains libres
  - 1. Vent debout : roman. Paris : F. Bourin, 1991. 361 p.  (ISBN 2-87686-084-8)
  - 2. La Brise en poupe : roman. Paris : F. Bourin, 1993. 534 p.  (ISBN 2-87686-159-3)
- Les Mains pleines[8]
  - L’Histoire de Colombe : une manante sous l’Ancien régime. Précy-sous-Thil : Éd. de l’Armançon, 2010. 373 p.  (ISBN 978-2-84479-140-5)

### Romans
- Clair de nuit : roman[9]. Paris : Fayard, 1984. 373 p.  (ISBN 2-213-01364-0)
- La Maison sans volets : roman. Paris : F. Bourin, 1992. 183 p.  (ISBN 2-87686-120-8)
- Le Miel de l’aube : une enfance en Bourgogne sous l’Occupation [autobiographie]. Précy-sous-Thil : Éd. de l’Armançon, 2000. 198 p.  (ISBN 2-84479-007-0). Réédition augmentée d’une préface de Jacqueline Sessa, 2008. 213 p.  (ISBN 978-2-84479-007-1)
- La Seconde Visite. Précy-sous-Thil : Éd. de l’Armançon, 2003. 77 p.  (ISBN 2-84479-057-7)
- Voyage en Botulie : roman. Précy-sous-Thil : Éd. de l’Armançon, 2008. 163 p.  (ISBN 978-2-84479-127-6)

### Nouvelles
- Famille, familles : nouvelles. Dijon : Aleï, 1988. 130 p.  (ISBN 2-904614-43-5)
- Affaires de familles : nouvelles. Précy-sous-Thil : Éd. de l'Armançon, 2001. 169 p.  (ISBN 2-84479-030-5)
- La Nuit de la chouette. Auxerre : Nykta, 2001. 74 p. Coll. Petite nuit   (ISBN 2-910879-24-0)
- Sept pas de deux.
  - 1. Arabesques du matin. [Éd. en gros caractères]. Suilly-la-Tour : Findakly, 2007. 149 p. Coll. Corps 16   (ISBN 978-2-86805-131-8)
  - 2. Arabesques du soir. [Éd. en gros caractères]. Suilly-la-Tour : Findakly, 2007. 134 p. Coll. Corps 16   (ISBN 978-2-86805-132-5)
- Nouvelles à chuchoter au crépuscule. [Messigny-et-Ventoux] : Éd. de Bourgogne, 2011. 126 p. Coll. Nouvelles   (ISBN 978-2-902650-26-2)
- La Vie à deux. Auxerre ; éditions Rhubarbe, 2015. 220 p.

### Contes
- Contes du vignoble. Dijon : Éd. Bourgogne-Rhône-Loire, "Le Bien public", 1993. 137 p.  (ISBN 2-905441-43-7)
- Le Père Noël est un chien : contes de Noël [ill. de Joëlle Brière]. Précy-sous-Thil : Éd. de l'Armançon, 2000. 263 p.  (ISBN 2-84479-023-2)

### Poésie
- Le Journal indien [ill. de Michel Dufour]. Dijon : Précy-sous-Thil : Éd. de l'Armançon, 2003. Ca 113 p.  (ISBN 2-84479-060-7)
- Petites Histoires naturelles : au fond du jardin, l'eau [aquarelles d’Évelyne Bouvier]. Véron : les Éd. de la Renarde rouge, 2008. 44 p La Petite collection   (ISBN 978-2-910861-70-4)

### Théâtre
Nota bene : les pièces de théâtre de Lucette Desvignes n’ont jamais été publiées en France. On doit au Dr Jerry L. Curtis (The Ohio State University, Newark) les publications et traductions américaines suivantes :
- (en) A Translation of Three Plays by Lucette Desvignes : Eurydice, Eurydice ; Strange Encounters ; Marsyas or The Rebellious Flautist, Lewiston (N.Y.), E. Mellen Press, coll. « Studies in French literature » (no 57), 2002, 324 p. (ISBN 0-7734-7071-9)
- Encore toi, Électre ! : pièce en cinq actes = You again, Electra! : a five-act play. [Bilingual edition]. Lewiston (N.Y.) : E. Mellen Press, 2008. 182 p.  (ISBN 978-0-7734-4950-3)

### Thèse
- Marivaux et l'Angleterre : essai sur une création dramatique originale, Paris, Klincksieck, 1970, 539 p.

Thèse de doctorat : Lettres : Paris 4 : 1970